# Lois d'échelle en physique des plasmas
« Lois de similitude en physique des plasmas » redirige ici. Pour les autres significations, voir Similitude.

Densités et températures électroniques des principaux types de plasmas (les électrons libres dans un métal peuvent être considérés comme un plasma d'électrons)

Les paramètres des plasmas, y compris leur extension spatiale et temporelle, peuvent varier, selon les phénomènes concernés, dans des plages de nombreux ordres de grandeur. Cependant, il existe des similarités significatives dans le comportement de plasmas en apparence disparates. La compréhension de cette similitude de comportement n'est pas seulement d'intérêt théorique, elle permet également d'appliquer les résultats d'expériences de laboratoire à des plasmas naturels ou artificiels de plus grande taille auxquels on est amené à s'intéresser. Le principe est le même que celui employé pour tester les avions ou étudier les turbulences naturelles dans une soufflerie.
Des lois de similitude (également appelées transformations de similitude) permettent d'aider à comprendre comment les propriétés des plasmas changent d'une façon telle que leurs caractéristiques soient conservées. Une première étape indispensable consiste à exprimer les lois qui gouvernent le système sous une forme adimensionnée. Le choix de paramètres non dimensionnels n'étant jamais unique, on ne peut habituellement le réaliser qu'en ignorant délibérément certains aspects du système.
L'un des paramètres sans dimension caractérisant un plasma est le rapport des masses entre ion et électron. Sa valeur étant élevée — 1836 au minimum —, on le considère couramment comme infini dans les analyses théoriques, ce qui revient à attribuer soit une masse nulle aux électrons, soit une masse infinie aux ions. Dans les études numériques, le problème opposé apparaît souvent. Comme l'utilisation d'un rapport de masses réaliste rendrait, en raison d'un temps de calcul prohibitif, le problème impossible à traiter, on lui substitue une valeur artificiellement petite, mais pas trop, par exemple 100. Cependant, pour analyser certains phénomènes, comme l'oscillation hybride inférieure, il est essentiel d'utiliser la bonne valeur.

## Une transformation de similitude couramment utilisée
Une transformation de similitude couramment utilisée a été créée pour l'étude des décharges gazeuses par James Dillon Cobine (1941), Alfred Hans von Engel et Max Steenbeck (1934), et par la suite appliquée aux plasmas par Hannes Alfvén et Carl-Gunne Fälthammar (en). Les transformations correspondantes peuvent être résumées ainsi :
Transformations de similitude appliquées aux décharges gazeuses et à certains plasmas
| Propriété                                                                                   | Facteur de normalisation | Facteur de normalisation |
| ------------------------------------------------------------------------------------------- | ------------------------ | ------------------------ |
| longueur, temps, inductance, capacité                                                       | x1                       | x                        |
| énergie des particules, vitesse, potentiel, courant, résistance                             | x0=1                     | inchangé                 |
| champs électrique et magnétique, conductivité, densité du gaz neutre, fraction d'ionisation | x-1                      | 1/x                      |
| densité de courant, densités électronique et ionique                                        | x-2                      | 1/x2                     |